# Maria-Elena Torres-Padilla
Maria-Elena Torres-Padilla (* 4. Oktober 1975) ist eine mexikanisch-französische Biologin und Direktorin des Instituts für Epigenetik und Stammzellen am Helmholtz-Zentrum in München. Sie forscht zu den Mechanismen, die der Plastizität von Zellen zugrunde liegen. Ihr Fokus ist vor allem auf die epigenetischen Prinzipien gerichtet, das heißt auf die zellulären Prozesse, die die Aktivität von Genen beeinflussen. 2024 erhielt sie einen Gottfried Wilhelm Leibniz-Preis.

## Biographie
Maria-Elena Torres-Padilla studierte von 1994 bis 1998 Biologie an der Nationalen Autonomen Universität von Mexiko in Mexiko-Stadt. Ihre Promotion folgte von 1998 bis 2002 am Institut Pasteur in Paris. Anschließend wechselte sie bis 2006 ans Gurdon Institute der University of Cambridge. Es folgten verschiedene Stationen in Frankreich, bevor sie 2016 Professorin für Stammzellbiologie an der Fakultät für Biologie der Ludwig-Maximilians-Universität München (LMU) wurde. Gleichzeitig wurde sie Direktorin am Institut für Epigenetik und Stammzellen des Helmholtz-Zentrums München. Seit 2020 ist sie nun Direktorin für Biomedizin am Helmholtz Pioneer Campus in München.

## Forschung
Torres-Padilla hat die Rolle von Histonen, einer Klasse von Kernproteinen bei der Zelldifferenzierung, und weitere regulatorische Prozesse aufgeklärt. Ihre Erkenntnisse haben das Verständnis der Totipotenz – der Fähigkeit von Zellen, einen vollständigen Organismus zu bilden – erheblich erweitert. Ihre Forschung kann für Zellersatztherapien von Bedeutung sein. Maria-Elena Torres-Padilla beschäftigt sich in diesem Kontext mit dem Ansatz der Reprogrammierung von Zellen. Ihre Arbeitsgruppe kombiniert hochauflösende Mikroskopie mit Ansätzen der Genomik, um an frühen Embryonen und Stammzellmodellen die epigenetischen Prinzipien zu untersuchen, die der zellulären Reprogrammierung zugrunde liegen. Die Forschungsarbeit ihres Teams konzentriert sich in erster Linie auf die Entschlüsselung der Mechanismen der Zellplastizität und der Etablierung von Totipotenz und Pluripotenz während der frühen Embryonalentwicklung bei Säugetieren: In diesem Stadium haben die Zellen die Fähigkeit, alle Zelltypen des Körpers hervorzubringen. Die Arbeitsgruppe widmet sich insbesondere der Frage, wie die zelluläre Plastizität durch epigenetische Prozesse gesteuert wird. Diese Erkenntnisse können für künftige Zelltherapien von Nutzen sein.

## Auszeichnungen
(Quelle: Leopoldina)
- 2009 Avenir Grant for Group Leaders, INSERM
- 2011 Young Investigator, EMBO
- 2014 Prix du Cercle Gutenberg, Fondation Université de Strasbourg, Straßburg, Frankreich
- 2014 Preis der Fondation Schlumberger pour l’Education et la Recherche, Paris, Frankreich
- 2015 Outstanding Young Scientist, World Economic Forum
- 2018 Preisträgerin des German Stem Cell Network (GSCN) Award
- 2019 Ehrenprofessorin der Aarhus University, Aarhus, Dänemark
- 2021 Mitglied der Academia Europaea
- 2023 Mitglied der Latin American Academy of Sciences (ACAL)
- 2023 Mitglied der Nationalen Akademie der Wissenschaften Leopoldina
- 2025 Gottfried Wilhelm Leibniz-Preis, Deutsche Forschungsgemeinschaft (DFG)